# Rajkumar
Pour les articles homonymes, voir Rajkumar (homonymie).
Singanalluru Puttaswamayya Muthuraju, connu sous le nom de scène mononyme de Rajkumar, né à Gajanur (en) (Présidence de Madras, Indes britanniques) le 24 avril 1929 et mort à Bangalore (État de Karnataka, Inde) le 12 avril 2006, est un chanteur et acteur indien, actif à Sandalwood, le cinéma en kannada.

## Filmographie
- 1946 : Nai Maa
- 1951 : Jai Mahakali
- 1952 : Insaan
- 1954 : Sri Kalahastiswara Mahatyam : Thinnayya  /  Kannappa
- 1954 : Radha Krishna
- 1954 : Bedara Kannappa : Dinna
- 1954 : Alibaba and 40 Thieves
- 1955 : Sodari : Kailasanatha
- 1956 : Tenali Ramakrishna : Tenali Ramakrishna
- 1956 : Ohileshwara
- 1956 : Hari Bhakta
- 1956 : Bhukailasa
- 1956 : Bhaktha Vijaya
- 1957 : Sati Nalayini
- 1957 : Rayaran Sose
- 1957 : Arpan
- 1958 : Shri Krishna Garudi
- 1958 : Anna Thangi
- 1959 : Mahishasura Mardini : Mahishasura
- 1959 : Jagajyothi Basaveshwara
- 1959 : Dharma Vijaya
- 1959 : Abba! A Hudgi
- 1960 : Rani Honamma
- 1960 : Ranadheera Kanteerava : Kanteerava
- 1960 : Dashavtara
- 1960 : Bhakta Kanakadasa
- 1960 : Ashasundari
- 1961 : Shrishaila Mahatme
- 1961 : Nagarjuna
- 1961 : Kantheredu Nodu
- 1961 : Kaivara Mahatme
- 1961 : Bhakta Cheta
- 1961 : Babasa Ri Laadi
- 1962 : Vidhi Vilasa
- 1962 : Tejaswini
- 1962 : Swarna Gauri
- 1962 : Rani Chanamma
- 1962 : Nanda-Deepa
- 1962 : Mana Mechhida Madadi
- 1962 : Mahatma Kabir
- 1962 : Kittur Chennamma
- 1962 : Karuneye Kutumbada Kannu
- 1962 : Galli Gopura
- 1962 : Devasundari
- 1962 : Bhoodana
- 1963 : Veera Kesari : Shurasena / Narasimha Nayaka
- 1963 : Shri Ramanjaneya Yuddha
- 1963 : Sati Shakthi
- 1963 : Sant Tukaram
- 1963 : Saku Magalu
- 1963 : Malli Madhuve
- 1963 : Kulavadhu
- 1963 : Kanya Ratna
- 1963 : Kalitharu Henne
- 1963 : Jeevana Taranga
- 1963 : Gauri
- 1963 : Chandrakumara
- 1963 : Valmiki
- 1964 : Uyyale : Krishna
- 1964 : Tumbidakoda
- 1964 : Shivarathri Mahatme
- 1964 : Shivagange Mahatme
- 1964 : Pratigne
- 1964 : Navakoti Narayana
- 1964 : Naandi : Murthy
- 1964 : Muriyada Mane
- 1964 : Chandavalliya Tota
- 1964 : Annapurna
- 1965 : Vatsalya
- 1965 : Satya Harishchandra : King of Ayodhya
- 1965 : Sati Savitri
- 1965 : Sarvagna Murthy
- 1965 : Pativrata
- 1965 : Naga Pooja
- 1965 : Mahasati Ansuya
- 1965 : Maha Sathi
- 1965 : Madhuve Madi Nodu
- 1965 : Ide Mahasudina
- 1965 : Chandrahasa
- 1965 : Bettada Huli
- 1966 : Thoogu Deepa
- 1966 : Shri Kannika Parameshwari Kathe
- 1966 : Sandhya Raga
- 1966 : Prema Mayi
- 1966 : Mohini Bhasmasura
- 1966 : Madhu Malathi
- 1966 : Kiladi Ranga
- 1966 : Kathari Veera
- 1966 : Emmay Thammanna
- 1966 : Balanagamma
- 1967 : Sati Sukanya
- 1967 : Rajasekara
- 1967 : Rajadurgada Rahasya
- 1967 : Parvathi Kalyanam
- 1967 : Manasiddare Marga
- 1967 : Lagna Patrike
- 1967 : Immadi Pulakesi
- 1967 : Gange Gowri
- 1967 : Devuni Gelichina Manavudu
- 1967 : Devara Gedda Manava
- 1967 : Chakra Teertha
- 1967 : Beedhi Basavanna
- 1967 : Bangarada Hoovu
- 1968 : Simha Swapna
- 1968 : Sarvamangala
- 1968 : Rowdy Ranganna
- 1968 : Operation Jackpot
- 1968 : Natasarva Bhowma
- 1968 : Moogajeevulu
- 1968 : Manninamaga
- 1968 : Manasakshi
- 1968 : Mahasati Arundhati
- 1968 : Hannele Chiguridaga : Prasad
- 1968 : Goa Dalli CID 999
- 1968 : Gandhinagara
- 1968 : Dhoomakethu
- 1968 : Churi Chikanna
- 1968 : Bhagya Devathe
- 1968 : Bhagyada Bagilu
- 1968 : Bangalore Mail
- 1968 : Amma (en)
- 1968 : Jedara Bale
- 1969 : Sri Krishna Deva Raya : Krishnadeva Raya
- 1969 : Punarjanma
- 1969 : Mayor Muthanna
- 1969 : Margadarshi
- 1969 : Malammana Pavada
- 1969 : Gadondu Henneradu
- 1969 : Chikamma
- 1969 : Bhale Raja
- 1970 : Paropakari
- 1970 : Nanna Thamma
- 1970 : Nadina Bhagya
- 1970 : Mr. Rajkumar
- 1970 : Karulinakare
- 1970 : Hasiru Thorana
- 1970 : Devara Makkalu
- 1970 : C.I.D. Rajanna
- 1970 : Bhoopathiranga
- 1970 : Bhale Jodi
- 1970 : Baalu Belagithu : Shankar / Papanna
- 1971 : Thayi Devaru
- 1971 : Sipayi Ramu
- 1971 : Shri Krishna Rukmini Satyabhama
- 1971 : Sakshatkara
- 1971 : Pratidhwani
- 1971 : Nyayave Devaru
- 1971 : Namma Samsara
- 1971 : Kula Gourava
- 1971 : Kasturi Nivasa
- 1971 : Kasidre Kailasa
- 1971 : Baala Bandhana
- 1972 : Nanda Gokula
- 1972 : Krantiveera
- 1972 : Janma Rahasya
- 1972 : Jaga Mechida Maga
- 1972 : Hrudaya Sangama
- 1972 : Bhale Huchcha : Gopi
- 1972 : Bangarada Manushya : Rajiv
- 1973 : Swayamvara
- 1973 : Mooruvare Vajragalu
- 1973 : Gandhada Gudi
- 1973 : Doorada Betta
- 1973 : Devaru Kotta Thangi
- 1973 : Bidugade
- 1973 : Bangaarada Panjara
- 1974 : Shri Srinivasa Kalyana
- 1974 : Sampathige Saval
- 1974 : Roshni aur Andhera
- 1974 : Eradu Kanasu
- 1974 : Bhakta Kumbhara
- 1975 : Trimurthi
- 1975 : Mayura
- 1975 : Daari Tappida Maga
- 1976 : Raja Nanna Raja
- 1976 : Premada Kanike
- 1976 : Na Ninna Mareyalare
- 1976 : Mayura
- 1976 : Mayooraa
- 1976 : Bahaddur Gandu
- 1976 : Badavara Bandhu
- 1977 : Veer Arjun : Arjun / Babruvahan
- 1977 : Sanadhi Appanna
- 1977 : Olavu Geluvu
- 1977 : Giri Kanye
- 1977 : Bhagyavantharu
- 1977 : Babruvahana : Arjun / Babruvahana
- 1978 : Thayige Takka Maga
- 1978 : Shankar Guru
- 1978 : Operation Diamond Rocket
- 1979 : Nanobba Kalla
- 1979 : Huliya Halina Mevu
- 1980 : Vasantha Geetha : Vasantha
- 1980 : Ravichandra
- 1980 : Aasha
- 1981 : Nee Nanna Gellare
- 1981 : Keralida Simha
- 1981 : Havina Hede
- 1981 : Bhagyavantha
- 1982 : Hosa Belaku
- 1982 : Halu Jenu
- 1982 : Chelisuva Modagalu
- 1983 : Kavirathna Kaalidaasa : Kaalidaasa / Dushyantha
- 1983 : Kamana Billu
- 1983 : Jasoos 999
- 1983 : Eradu Nakshatragalu
- 1983 : Bhakta Prahlada : Hiranyakashipu
- 1984 : Yarivanu?
- 1984 : Samayada Gombe
- 1984 : Inquilab Ke Baad
- 1984 : Apoorva Sangama
- 1984 : Shravana Banthu : Kumar
- 1985 : Jwalamukhi
- 1985 : Dhruva Tare
- 1985 : Bhagyada Lakshmi Baramma
- 1985 : Ade Kannu
- 1986 : Guri
- 1986 : Anuraaga Aralithu
- 1987 : Shruti Seridaga
- 1987 : Ondu Muthina Kathe
- 1988 : Shiva Mecchida Kannappa
- 1988 : Devatha Manushya
- 1988 : Biwi Ho To Aisi
- 1992 : Jeevana Chaitra
- 1993 : Akasmika : Narasimha Murthy
- 2000 : Shabdavedi